# Кудица
Кудица је мало ненасељено острво у хрватском делу Јадранског мора.
Налази се око 1 км источно од средњег дела острва Иж. Површина острва износи 0,038 км². Дужина обалске линије је 0,71 км. Највиши врх на острву је висок 23 метра.